# Love on the Run
 Love on the Run és una pel·lícula estatunidenca dirigida per W.S. Van Dyke, estrenada el 1936. El rodatge es va desenvolupar del 19 d'agost al 12 de setembre de 1936 als estudis Metro-Goldwyn-Mayer situats a Culver City. Clark Gable va retrobar Franchot Tone, que havia treballat amb ell a Rebel·lió a bord (1935). Forma la parella principal amb Joan Crawford: es tracta de la seva sisena pel·lícula junts, en rodaran set en total.

## Argument
Comèdia d'aventures, la pel·lícula segueix les peripècies d'una rica i cèlebre jove dona que fuig del seu propi matrimoni i d'un periodista. L'acció arrenca a Londres on dos periodistes discuteixen: l'un (Clark Gable) marxa a cobrir el matrimoni d'una celebritat, l'altre (Franchot Tone), el vol de prova d'un baró, boig per aviació. Res no passa com estava previst. La jove (Joan Crawford) fuig abans del seu matrimoni, renunciant a un promès massa interessat pels seus diners. Clark Gable l'ajuda llavors i vola amb ella a bord de l'avió amagat del baró. L'avió aterra a França i mentrestant descobreixen els documents d'espionatge: saben d'ara endavant que el baró i la seva dona els perseguiran. Clark Gable enreda Joan Crawford en una carrera boja, tot dissimulant-li la seva identitat.

## Repartiment
- Joan Crawford: Sally Parker
- Clark Gable: Michael 'Mike' Anthony
- Franchot Tone: Barnabus W. 'Barney' Pells
- Reginald Owen: el baró Otto Spandermann
- Mona Barrie: la baronessa Hilda Spandermann
- Ivan Lebedeff: el príncep Igor
- Charles Judels: el tinent de policia
- William Demarest: l'editor Lees Berger
- Donald Meek: el tutor del palau de Fontainbleau
- Frank Puglia (no surt als crèdits): un criat